# Zoller (Adelsgeschlecht, 1722)
Zoller ist der Name eines bayerischen Adelsgeschlechts, das ursprünglich aus dem Vorarlberg stammte. 
Es ist nicht zu verwechseln mit Zoller (Adelsgeschlecht, 1674).
Die Brüder Hugo und Carl Zoller sowie deren Vettern Ulrich, Jacob und Christoph Zoller erhielten am 11. Februar 1506 in Wien einen kaiserlichen Wappenbrief. Des vorgenannten Jacobs Enkelsohn David Zoller genannt Marschalk wurde im Jahr 1597 in das Patriziat der Reichsstadt Memmingen aufgenommen.

## Adelserhebungen
- Rittermäßiger Reichsadelsstand mit Wappenbesserung am 21. November 1722 in Wien für des vorgenannten Davids Enkelsohn Johann Ulrich Zoller, Bürgermeister von Memmingen, und dessen Vettern, die Brüder Georg Wilhelm Zoller, Richter in Memmingen, Johann Clemens Zoller, Ratsherr in Memmingen, und Georg Zoller.
- Immatrikulation im Königreich Bayern bei der Adelsklasse am 24. Februar 1810 für das Gesamtgeschlecht.

## Wappen (1722)
In Blau zwei abwärts geschrägte gold-begriffte Schwerter, oben und unten begleitet von je einem goldenen Stern. Auf dem Helm mit blau-goldenen Decken ein wachsender Mann mit blonden Locken in von Blau und Gold längsgestreifter Kleidung und blau-goldener gewundener Stirnbinde mit abfliegenden Enden, in der Rechten pfahlweise ein gold-begrifftes Schwert, in der Linken einen goldenen Stern haltend.